# 能登天文の内乱
能登天文の内乱（のと てんもん の ないらん）は、天文19年（1550年）に能登国で起こった合戦。

## 概要
能登畠山氏の家臣である遊佐続光が、温井総貞に対して権力闘争の末に合戦に発展した。
遊佐続光が能登国外の外部勢力からも支援を仰いだため、大規模化したこの合戦は、七尾城の一部を兵火で焼失させるなど、大変激しいものだったと言われる。結局、温井総貞の勝利により、遊佐続光は国外に逃亡する。以後、能登畠山氏の支配権は温井氏に握られることになる。
従来はこの合戦は『長家家譜』などの記録によると、1543年に起こった石塚の合戦と伝わっていたが、近年、橋本芳雄や久保尚文ら富山県側の研究によって、1550年であると訂正されている。